# Norman Triplett
Norman Triplett (1er octobre 1861 - 1934,) est un psychologue américain qui a travaillé à l'Université de l'Indiana.

## Biographie
Norman Triplett est né dans une ferme près de Perry dans l'Illinois en 1861. En 1898, il écrit ce qui est maintenant reconnu comme la première étude publiée dans le domaine de la psychologie sociale (Strubbe, 2005). Son expérience concernait l'effet de facilitation sociale qui affirme que sous l'effet de groupe, un individu pouvait trouver une stimulation l’amenant à dépasser ses performances individuelles. Triplett avait en effet remarqué que les coureurs cyclistes ont tendance à rouler plus vite en présence d'une tierce personne que s'ils sont seuls. Il a par la suite démontré cet effet dans une expérience contrôlée en laboratoire et a conclu que les enfants effectuent par deux une tâche simple, sont plus rapides que lorsqu'ils font cette même tâche tout seul.
L'expérience proposée par Triplett consistait en un jeu qui impliquait pour 40 enfants de tourner une petite bobine de pêche le plus rapidement possible. Il a constaté que ceux qui ont joué le jeu en paires tournaient la bobine plus vite que ceux qui étaient seuls.